# كيم ساندرز
كيم ساندرز (بالإنجليزية: Kim Sanders)‏ هي موسيقية ومغنية ومغنية مؤلفة وملحنة أمريكية، ولدت في 24 أكتوبر 1968 في إيست شيكاغو في الولايات المتحدة.

## وصلات خارجية
- الموقع الرسمي
- كيم ساندرز على موقع IMDb (الإنجليزية)
- كيم ساندرز على موقع ميوزك برينز (الإنجليزية)
- كيم ساندرز على موقع ديسكوغز (الإنجليزية)